# سامبا (فلم)
سامبا هو فيلم من نوع كوميديا ومقتبس ‏ وكوميديا دراما أُصدر في 2014. الفيلم من توزيع شركة أفلام غومونت وفيرتيغو ميديا ‏، وهو من إخراج إيريك توليدانو وأوليفير ناكاش، أما السيناريو فكان من كتابة إيريك توليدانو وأوليفير ناكاش ودلفاين كولين و.

## القصة
يأخذنا فيلم «سامبا» إلى حكاية المهاجر السنغالي سامبا سيسيه الذي كان قد هاجر إلى باريس منذ عشرة أعوام وهو لا يزال يناضل من أجل الحصول على الإقامة والأوراق الرسمية، بعد أن تدرج في العمل بمختلف الوظائف الصغيرة بحثا عن لقمة العيش الكريمة. وعبر تلك الرحلة نشاهد شرائح مختلفة من المهاجرين العرب والأفارقة.
و يرافقه في عدد من تلك المحطات المهاجر العربي الذي يجسده النجم الفرنسي ذو الأصول الجزائرية طاهر رحيم.
وفي إحدى اللقاءات في مركز الشرطة من أجل الحصول على الإقامة يلتقي مع الموظفات ذات المركز التنفيذي البارز حيث تتطور العلاقة بينهما والتي تحاول أن تقدم له المساعدة والدعم في رحلة مليئة بالمشاق والمصاعب وأيضا الرفض الاجتماعي.

## طاقم التمثيل
- لييا كيبيدي
- إيساكا ساوادوغو
- شارلوت غينسبور
- إيريك توليدانو
- عادل .ن شريف
- Catherine Davenier  [لغات أخرى]‏
- كريستيان الدخن  [لغات أخرى]‏
- كلوتيلد موليه [الإنجليزية]‏
- هيلين فنسنت
- إيزيا هيجلين
- Maxime d'Aboville  [لغات أخرى]‏
- نيكولا بوكير  [لغات أخرى]‏
- عمر سي
- أوليفير ناكاش
- طاهر رحيم

## الإنتاج
موسيقى الفيلم التصويرية كانت من تأليف لودوفيكو اناودي.

## وصلات خارجية
- مقالات تستعمل روابط فنية بلا صلة مع ويكي بيانات